# Бакчарское железорудное месторождение
Бакчарское железорудное месторождение (проявление) является одним из крупнейших проявлений железной руды в России и мире, находится на территории Бакчарского района Томской области в междуречье рек Андарма и Икса (притоки реки Чая). Бакчарское месторождение является наиболее исследованной частью Западно-Сибирского железорудного бассейна.
Особенностью руд Бакчарского месторождения является постоянное
присутствие ванадия в количестве 0,20-0,25 % и кобальта, что существенно увеличивает их ценность.
Месторождение было открыто случайно при разведке нефти в 1960-х годах, однако рудные горизонты и вышележащие толщи сильно обводнены, поэтому планы разработки месторождения появились только в начале XXI века.
Месторождение занимает площадь в 16 тыс. км². Железорудные образования находятся в трёх горизонтах на глубинах от 190 до 220 метров. Рудный горизонт месторождения составляет 20-70 м. Руды аналогичны рудам лотарингского типа, и содержат до 57 % железа, а также примеси фосфора, ванадия, палладия, золота (в промышленных концентрациях) и платины. Содержание железа в обогащённой руде составляет 95-97 %. Разведанные запасы железной руды оцениваются в 28,7 млрд тонн. Прогнозные запасы руды оцениваются в 110 млрд т. Прогнозные запасы Бакчарского месторождения в 2 раза превышают известные запасы в стране.
В 2005 году Государственная Дума Томской области поддержала инвестиционный проект о геологической разработке месторождения. На эти цели выделено 12,5 млн рублей. 2 января 2006 года в Федеральном агентстве по недропользованию прошёл конкурс на проведение геологоразведочных работ на месторождении. Выиграла конкурс томская компания «ТомГДК руда». Предполагается вести добычу руды не карьерным способом, а с помощью скважинной гидродобычи.
В июле 2007 года инвестиционно-финансовая компания «Метрополь» приобрела 51 процент уставного капитала ООО «ТомГДКруда».
В октябре 2007 года на Полынянском месторождении добыта первая 1000 тонн руды.
Планируется строительство неэлектрифицированной железнодорожной ветки к месторождению.